# 18101 Coustenis
18101 Coustenis (2000 LF32) là một tiểu hành tinh vành đai chính được phát hiện ngày 5 tháng 6 năm 2000 by the Lowell Observatory Near Earth Object Search ở trạm Anderson Mesa. Nó được đặt theo tên Dr Athena Coustenis, of Paris-Meudon Observatory, Pháp, following a suggestion by Prof. M. Fulchignoni.